# Пропагандисти
„Пропагандисти“ је амерички филм из 1947. године који је режирао Џек Конвеј. Главне улоге играју Кларк Гејбл, Ава Гарднер и Дебора Кер, којој је ово била прва улога у неком америчком филму.